# Pernille Kløvedal Helweg
|  | Der er to personer med navnet Pernille Kløvedal |
Pernille Elizabeth Kløvedal Helweg (født 26. januar 1946) er en dansk billedkunstner og forfatter.